# Страх ме да те волим
Страх ме да те волим је пети албум сарајевске групе Хари Мата Хари из 1990. године. Албум садржи 10 песама од којих су хитови насловна нумера, Прстен и златни ланац, Остави сузе за крај, Откуд ти к'о судбина и Сјети се лета. Издавачка кућа за овај албум је Југотон (данас Кроација рекордс).

## О албуму
Након огромног успеха претходног албума, Хари снима албум Страх ме да те волим. На овом албуму су као пратећи вокали биле сестре Изолда и Елеонора Баруџија. Албум је сниман у Загребу.
Албум је праћен спотовима за насловну нумеру, Прстен и златни ланац и Сјети се лета.

## Листа песама
| №   | Назив                           | Трајање |  |
| 1.  | Страх ме да те волим            | 4:39    |  |
| 2.  | Прстен и златни ланац           | 3:36    |  |
| 3.  | Остави сузе за крај             | 3:51    |  |
| 4.  | Луд за тобом                    | 3:50    |  |
| 5.  | Не буди ме                      | 4:16    |  |
| 6.  | Откуд ти к'о судбина            | 3:59    |  |
| 7.  | Нек небо нам суди               | 3:37    |  |
| 8.  | Дај још једном да ти чујем глас | 4:44    |  |
| 9.  | Сјети се лета                   | 3:56    |  |
| 10. | Закуни се, оживи ме             | 3:49    |  |

## Обраде
- Страх ме да те волим - музика из филма За шаку долара (Енио Мориконе)

## Постава
- Бас гитара: Жељко Зубер